# Sicz
Sicz (ukr. Січ) – ufortyfikowany obóz Kozaków na jednej z wysp Dniepru, będący głównym ośrodkiem kozaczyzny zaporoskiej.